# Joel Parra
Joel Parra López (Barcelona; 4 de abril de 2000) es un jugador de baloncesto español que pertenece a la plantilla del FC Barcelona de la Liga ACB. Con 2,01 metros de estatura juega de alero.

## Trayectoria
Es un alero formado en el Club Joventut Badalona y considerado uno de los jugadores de más talento de la generación del 2000 en España, y una de las últimas grandes perlas surgidas de la cuna del baloncesto. 
La temporada 2015-16 jugaba en el equipo cadete, y dos temporadas más tarde debutaba con el primer equipo del club en partido oficial.
En 2016, participa en el Jordan Brand Classic Camp de Zagreb y disputa el partido internacional del Jordan Brand Classic. 
La temporada 2017-18 jugó en el equipo júnior de la Penya tras ser titular en tres de los cuatro partidos que el primer equipo verdinegro en la previa de la FIBA Champions League.
Esa misma temporada gana el prestigioso Torneo Júnior de L'Hospitalet.
En diciembre de 2017 debuta en la liga ACB con el Joventut en Liga ACB, en el Palacio de los Deportes José María Martín Carpena de Málaga ante Unicaja Málaga.
En 2018 fue subcampeón de la Euroliga junior con el Joventut, y fue escogido en el cinco ideal del torneo con 30,7 de valoración por partido. También participa en el Basketball Without Borders en el All-Star Weekend de Los Ángeles y renueva el contrato con el conjunto verdinegro hasta 2023.
La temporada 2018-19 juega en LEB Oro con el CB Prat, equipo vinculado al Joventut, y también disputa 11 partidos con el primer equipo en ACB.
Desde la temporada 2019-20 juega ya con ficha del primer equipo de la Penya.
Cada año va a más, y en sus últimas 2 temporadas en el Joventut (21-22 y 22-23) se consolida como una pieza clave en el equipo y como uno de los mejores aleros del panorama nacional firmando 10,7 y 12,3 de valoración por partido respectivamente. Alcanza las semifinales ACB en sus dos últimas campañas de verdinegro, y se queda también a las puertas de la final de la Eurocup y la Copa del Rey en la 2022-23. 
En julio de 2023 firma por el FC Barcelona de la Liga Endesa que pagó un millón de euros de cláusula al Joventut por hacerse con sus servicios y que Joel cruzara el Besós.  

## Selección nacional
Ha sido internacional con España en categorías inferiores desde Sub-16 hasta Sub-20, coronándose campeón del Eurobasket Sub-16 en 2016, plata en el Eurobasket Sub-18 en 2017, y plata en el EuroBasket Sub-20 de 2019.
[actualizar]
En septiembre de 2022, fue parte del combinado absoluto español que participó en el EuroBasket 2022, donde ganaron el oro, al vencer en la final a Francia.
Durante agosto y septiembre de 2023 fue integrante de la selección de España que participó en el Mundial de 2023 celebrado en Asia, y que finalizó en noveno lugar.